# رابرت یوریک
رابرت یوریک (انگلیسی: Robert Urich؛ ‏ ۱۹ دسامبر ۱۹۴۶ – ۱۶ آوریل ۲۰۰۲) بازیگر و تهیه‌کننده فیلم اهل ایالات متحده آمریکا بود.
از فیلم‌ها یا برنامه‌های تلویزیونی که وی در آن نقش داشته است، می‌توان به ستیزه‌جویان، نیروی مگنوم، روابط مرگبار و در معرض خطر اشاره کرد.